# Мария Луиза Анидо
Мария Луиза Анидо (на испански: María Luisa Anido, пълно име: Изабел Мария Луиза Анидо Гонсалес – Isabel María Luisa Anido González, р. 26 януари 1907 г. в Морон, близо до Буенос Айрес, Аржентина, п. 4 юни 1996 г. в Тарагона, Испания) е аржентински класически китарист и композитор.

## Биография
Мария Луиза Анидо е родена на 26 януари 1907 г. в Морон, провинция Буенос Айрес, Аржентина. Тя е четвъртата дъщеря на Хуан Карлос Анидо и Бетилда Гонсалес Риго. Семейството ѝ се премества в Буенос Айрес, когато тя е много малка. Започва да се учи да свири на китара от ранна възраст под ръководството на баща си, който публикува списание, посветено на този инструмент. Впоследствие учи при Доминго Прат и Мигел Льобет, с които през 1925 г. започва да се изявява в дует. През 1927 г. Анидо написва първата си пиеса „Баркарола“. Анидо прави големи турнета в Латинска Америка, а в следвоенния период и в Европа. Първият ѝ концерт в Лондон през 1952 г. има голям успех сред публиката, последван от триумфални нейни изпълнения в други страни. През май 1956 г. се провежда първото турне на Анидо в СССР (в концертната зала „Чайковски“), а през 1957 г. Апрелевска фабрика – Завод за грамофонни плочи издава две плочи с нейните записи. В бъдеще тя многократно посещава Съветския съюз (1962, 1966, 1967, 1980), споделя творческия си опит със съветските китаристи на множество майсторски класове.
В продължение на много години Анидо е професор в Националната консерватория на Буенос Айрес, а също така преподава в Куба по покана на правителството.
До средата на 80-те години на XX век тя отново живее близо до Барселона и умира в Тарагона.

## Творчество
Анидо е един от най-ярките изпълнители на класическа китара през XX век. Репертоарът ѝ е много обширен и обхваща произведения от Ренесанса до съвременни композитори. Тя обръща голямо внимание на музиката на романтични композитори като Франсиско Тарега и Исак Албенис. Изпълненията на Анидо се отличават с изразителност и емоционалност, ярки фрази и фино чувство за стил. Анидо е автор и на редица аранжименти и оригинални композиции за китара, базирани на фолклорни мелодии от Северна и Южна Америка – „Танцът на индианците от Северна Америка“, „Аржентинска мелодия“, „Песен на пампата“ и др.

## Дискография
- 1955: Испански концерт за китара
- 1971: Мария Луиза Анидо
- 1972: Grande Dame de la guitare.[1]